# 25832 Van Scoyoc
25832 Van Scoyoc (tên chỉ định: 2000 EN9) là một tiểu hành tinh vành đai chính. Nó được phát hiện bởi dự án Nghiên cứu tiểu hành tinh gần Trái Đất Lincoln ở Socorro, New Mexico, ngày 3 tháng 3 năm 2000. Nó được đặt theo tên Amy Elizabeth Van Scoyoc, an American high school student whose environmental science project won second place ở the 2009 Giải thưởng Khoa học và Kỹ thuật Intel.